# Estación de La Conversion
La estación de La Conversión es una estación ferroviaria de la comuna suiza de Lutry, en el Cantón de Vaud.

## Situación
Se encuentra ubicada en el oeste de la comuna de Lutry. En la comuna existen otras dos estaciones ferroviaria, la estación de Lutry, situada en la zona noreste del núcleo urbano de Lutry, y la estación de Bossière, en el este de la comuna. Cuenta con dos andenes laterales a los que acceden dos vías pasantes, a las que hay que sumar otras dos vías toperas situadas en el lado este de la estación.
En términos ferroviarios, la estación se sitúa en la línea Lausana - Berna. Sus dependencias ferroviarias colaterales son la estación de Pully-Nord hacia Lausana y la estación de Bossière en dirección Berna.

## Servicios ferroviarios
Los servicios ferroviarios de esta estación están prestados por SBB-CFF-FFS.

### RER Vaud
La estación forma parte de la red de trenes de cercanías RER Vaud, que se caracteriza por trenes de alta frecuencia que conectan las principales ciudades y comunas del cantón de Vaud. Por ella pasan dos líneas de la red:
- S 2 Vallorbe - Lausana - Puidoux-Chexbres - Palézieux.
- S 4 Allaman - Morges - Lausana - Puidoux-Chexbres - Palézieux.